# Mönkhbatyn Urantsetseg
Mönkhbatyn Urantsetseg (in mongolo Мөнхбатын Уранцэцэг; Bayan-Ovoo sum, 14 marzo 1990) è una judoka mongola, campionessa mondiale a Rio de Janeiro 2013 e vincitrice della medaglia di bronzo a Tokyo 2020 nei 48 chilogrammi.

## Palmarès
- Giochi olimpici

Tokyo 2020: bronzo nei 48 kg.
- Mondiali

Rio de Janeiro 2013: oro nei 48 kg.
Čeljabinsk 2014: argento nella gara a squadre.
Budapest 2017: argento nei 48 kg.
Tokyo 2019: bronzo nei 48 kg.
- Giochi asiatici

Incheon 2014: oro nei 48 kg.
Giacarta 2018: bronzo nei 48 kg.
- Campionati asiatici

Taipei 2009: bronzo nei 48 kg.
Tashkent 2012: oro nei 48 kg.
Bangkok 2013: bronzo nei 48 kg.
Al Kuwait 2015: argento nei 48 kg.
Tashkent 2016: argento nei 48 kg.
Hong Kong 2017: oro nei 48 kg.
- Universiadi

Belgrado 2009: argento nei 48 kg.
Gwangju 2015: bronzo nei 48 kg.

### Vittorie nel circuito IJF
| Data            | Località   | Paese               | Categoria     |
| --------------- | ---------- | ------------------- | ------------- |
| 13 luglio 2013  | Ulan Bator | Mongolia            | Grand Prix    |
| 9 maggio 2014   | Baku       | Azerbaigian         | Grand Slam    |
| 4 luglio 2014   | Ulan Bator | Mongolia            | Grand Prix    |
| 31 ottobre 2014 | Abu Dhabi  | Emirati Arabi Uniti | Grand Slam    |
| 23 maggio 2015  | Rabat      | Marocco             | World Masters |
| 1º ottobre 2015 | Tashkent   | Uzbekistan          | Grand Prix    |
| 17 ottobre 2015 | Parigi     | Francia             | Grand Slam    |
| 1º luglio 2016  | Ulan Bator | Mongolia            | Grand Prix    |
| 2 dicembre 2016 | Tokyo      | Giappone            | Grand Slam    |
| 6 ottobre 2017  | Tashkent   | Uzbekistan          | Grand Prix    |
| 27 ottobre 2018 | Abu Dhabi  | Emirati Arabi Uniti | Grand Prix    |